# Silnice II/191
Silnice II/191 je silnice II. třídy, která vede z Rožmitálu pod Třemšínem do Svaté Kateřiny. Je dlouhá 73,2 km. Prochází dvěma kraji a třemi okresy.

## Vedení silnice

### Středočeský kraj, okres Příbram
- Rožmitál pod Třemšínem (křiž. I/18, I/19, III/0191)
- Voltuš (křiž. III/19111)
- Roželov (křiž. III/1762)

### Plzeňský kraj, okres Plzeň-jih
- Starý Smolivec (křiž. II/176)
- Radošice (křiž. II/177)
- přerušení
- Dožice (křiž. III/19112, III/17719)
- Měrčín
- Čečovice (křiž. III/19113)
- Vrčeň (křiž. III/17716)
- Dvorec (křiž. III/11745, III/19114, III/19115)
- Nepomuk (křiž. I/20, II/230, III/11748, III/1875, peáž s I/20, II/230)
- Žinkovy (křiž. III/19117, III/11759, III/1872)
- Čepinec (křiž. III/19119)

### Plzeňský kraj, okres Klatovy
- Petrovice (křiž. II/182, III/18215, III/19120)
- Petrovičky (křiž. III/18710, III/11762)
- Újezdec (křiž. III/19121)
- Ostřetice (křiž. II/117, III/19122)
- Klatovy (křiž. I/27, I/22, peáž s I/27, I/22)
- Lomec
- Dolní Lhota (křiž. III/19123)
- Janovice nad Úhlavou (křiž. II/171, III/19124, III/18510, III/19127)
- Petrovice nad Úhlavou
- Starý Láz (křiž. III/19128)
- Bystřice nad Úhlavou (křiž. II/192)
- Nýrsko (křiž. II/190, III/19019, III/19018, peáž s II/190)
- Skelná Huť
- Uhliště
- Svatá Kateřina